# Park Narodowy Rocky Cape
Park Narodowy Rocky Cape (ang. Rocky Cape National Park) – park narodowy w Australii, który znajduje się w północno-zachodniej części Tasmanii na Przylądku Rocky.
Został założony w 1967 w celu ochrony prehistorycznych jaskiń i stanowi najmniejszy z parków na Tasmanii (3064 ha). Na wzgórzach schodzących ku morzu można znaleźć ogromne bogactwo różnorodnej roślinności. W przeszłości jaskinie były zamieszkiwane przez rdzenną ludność Tasmanii i stanowiły dla nich schronienie, a obecnie są miejscem, w którym pokazuje się, jak kiedyś żyli ludzie na tych obszarach.